# Entrains-sur-Nohain
Entrains-sur-Nohain là một xã của tỉnh Nièvre, thuộc vùng Bourgogne-Franche-Comté, miền trung nước Pháp.

## Dân số
Theo điều tra dân số 1999 có dân số là 975. Vào ngày 1 tháng 1 năm 2007, dân số ước tính là 900 người.

## Sister cities
- Saranac Lake, New York